# Айзенман Берта Юхимівна
Берта Юхимівна Айзенман (нар. 25 травня 1903, Полтава — пом. 5 вересня 1997, Київ) — український радянський мікробіолог. Доктор біологічних наук з 1955 року, професор з 1965 року.

## Біографія
Народилася 12 (25) травня 1903 року у місті Полтаві (тепер Україна). 1925 року закінчила Харківський ветеринарний інститут. Працювала у ветеринарно-бактеріологічних закладах України:
- у 1927—1929 роках — завідувач відділу Полтавського державного вакцинного інституту;
- у 1929—1931 роках — завідувач відділу Полтавського ветеринарно-бактеріологного інституту;
- у 1931—1934 роках — завідувач лабораторії філії Українського інституту експериментальної ветеринарії (Полтава);
- у 1934—1935 роках — завідувач відділу Київської філії Українського інституту експериментальної ветеринарії;[1].

Померла в Києві 5 вересня 1997 року.

## Наукова діяльність
Уперше в Україні виявила причину масової пошесті поросят, виділила та ідентифікувала вірус інфекційного бульбарного паралічу (вірус Авескі), вивчила його властивості. У 1937—1938 роках брала участь у роботі бригади АН УРСР, що з'ясовувала причини невідомого захворювання, яке викликало масову загибель коней, і розробляла заходи боротьби з ним. Розкриття природи цього захворювання під назвою «стахіботріотоксикоз» стало основою для створення нового напряму в мікробіології — вчення про мікотоксикози.
Досліджувала мінливості ентеропатогенних бактерій, вплив антибіотиків на їх метаболізм, хіміо- та антибіотикотерапію експериментальних інфекцій (черевний, висипний тиф та інші). 1946 року разом з академіком В. Дроботьком та іншими проводила дослідження антибіотиків з вищих рослин. 1960 року стала ініціатором виробництва антибіотиків з бактерій. Деякі з одержаних антибіотиків увійшли в практику і випускаються медичною промисловістю.
Праці:
- Иманин — новый растительный антибиотик. Київ, 1954 (співавтори: В. Г. Дроботько, П. І. Кисель, М. О. Швайгер, С. І. Зелепуха);
- Деякі особливості біології черевнотифозної палички. Київ, 1959;
- Антимикробные вещества высших растений. Київ, 1959 (співавтори: В. Г. Дроботько, М. О. Швайгер);
- Антибиотические свойства бактерий. Київ, 1973;
- Антимикробные препараты из зверобоя. Київ, 1976 (співавтор Н. А. Дербенцева);
- Фитонциды и антибиотики высших растений. Київ, 1984 (співавтори: В. В. Смирнов, А. С. Бондаренко).